# Artemizija I.
Artemizija I. od Karije (grč. Αρτεμισία), bila je admiralica u službi Perzijskog Carstva početkom 5. stoljeća pr. Kr., koja je na tome položaju zamijenila svog preminulog muža, vladara Karije. Artemizija je najviše ostala upamćena po sudjelovanju u bitci kod Salamine.

## Obitelj i ime
Ime „Artemizija“ potječe od riječi Artemis (grč. „Diana“). Prema Jablonskom, to ime je frigijsko i može se poistovjetiti s imenom „Artemas“ kojeg spominje Ksenofont. Ipak, prema Charlesu Anthonu njeno ime ima perzijske korijene budući kako prefiks arta- ili arte- znači „slavan“, „izvrstan“ ili „svet“. Prema Herodotu, Artemizijin otac Ligdamis I. bio je iz Halikarnasa a majka s otoka Krete.

## Bitka kod Salamine
Artemizija je bila jedina od zapovjednika u perzijskoj vojsci koja je savjetovala vladaru Kserksu da se ne upušta u pomorsku bitku protiv Grka. Ipak, u rujnu 480. pr. Kr. sudjelovala je u bitci kod Salamine na strani perzijske vojske, gdje je predvodila flotu od pet brodova. Navodno je u jednom trenutku bitke njezin brod bio u opasnosti da ga zauzmu neprijatelji, pa se Artemizija izvukla na neuobičajen način. Slučajno ili namjerno, zabila se u saveznički karijski brod prigodom čega je potopljen. Neprijateljski atenski brod tada ju je ostavio na miru, misleći kako se ona zapravo bori na grčkoj strani. Kserkso, koji je promatrao bitku s obližnjeg brežuljka, pomislio je kako je potopljeni brod neprijateljski pa je bio zadivljen Artemizijinom hrabrosti. Ipak, nitko s potopljenog broda nije preživio pa je priča ostala nepoznanicom do današnjeg dana. Artemizija je unatoč porazu preživjela bitku, a kada se vratila u perzijski logor Kserkso je (prema Herodotu) izjavio „Moji muškarci postali su žene, a žene su postali muškarcima!“. Nakon bitke kod Salamine Artemizija je Kserksu zagovarala povratak u Malu Aziju, dok je satrap Mardonije inzistirao na nastavku borbi. Kserkso ju je tada poslao u Efez da se brine o njegovim sinovima, a ona je do svoje smrti ostala lojalna Perzijskom Carstvu.

## Smrt i ostavština
Prema legendama koje spominje Focije I., Artemizija se zaljubila u čovjeka koji se zvao Dardan. Nakon što je odbio njezinu ljubav, navodno se s litica Lefkada bacila u Egejsko more. Ipak, ova priča se smatra pokušajem diskreditacije sa strane grčkih povjesničara. S druge strane, Herodot je imao visoko mišljenje o Artemiziji unatoč njenoj potpori Perzijancima, a razlog tome najvjerojatnije je to što su oboje bili iz grada Halikarnasa. Artemiziju je na mjestu satrapa Karije naslijedio njen sin Pisindelis.

## Popularna kultura
- U filmu 300 Spartanaca iz 1962. Artemiziju je tumačila glumica Anne Wakefield.[3]

## Poveznice
- Bitka kod Salamine
- Grčko-perzijski ratovi
- Perzijsko Carstvo
- Kserkso
- Karija

| Prethodnik:                         | Satrap Karije (480-ih - cca 470. pr. Kr.) | Nasljednik:                                |
| Ligdamis I. (494. - 480-ih pr. Kr.) | Satrap Karije (480-ih - cca 470. pr. Kr.) | Pisindelis (cca 470. - cca 460-ih pr. Kr.) |

## Vanjske poveznice
- Artemizija iz Halikarnasa (Livius.org)  Arhivirana inačica izvorne stranice od 18. svibnja 2013. (Wayback Machine)